# بخش خنرال گومس (سالتا)
بخش خنرال گومس (به اسپانیایی: Departamento General Güemes) یک منطقهٔ مسکونی در آرژانتین است که در استان سالتا واقع شده‌است. بخش خنرال گومس ۲٬۳۶۵ کیلومتر مربع مساحت و ۴۲٬۲۵۵ نفر جمعیت دارد.